# 日本橋三井タワー

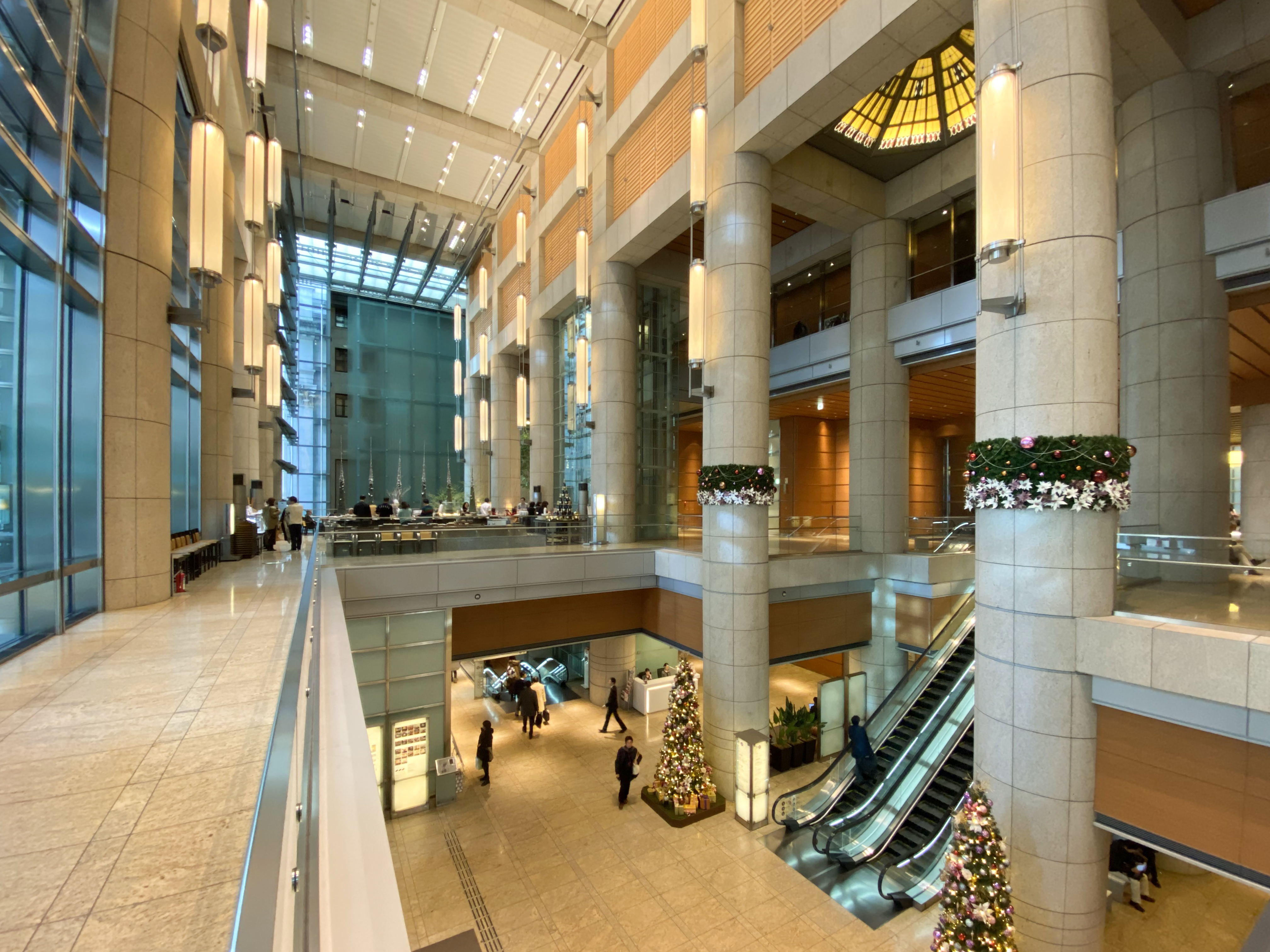
大堂

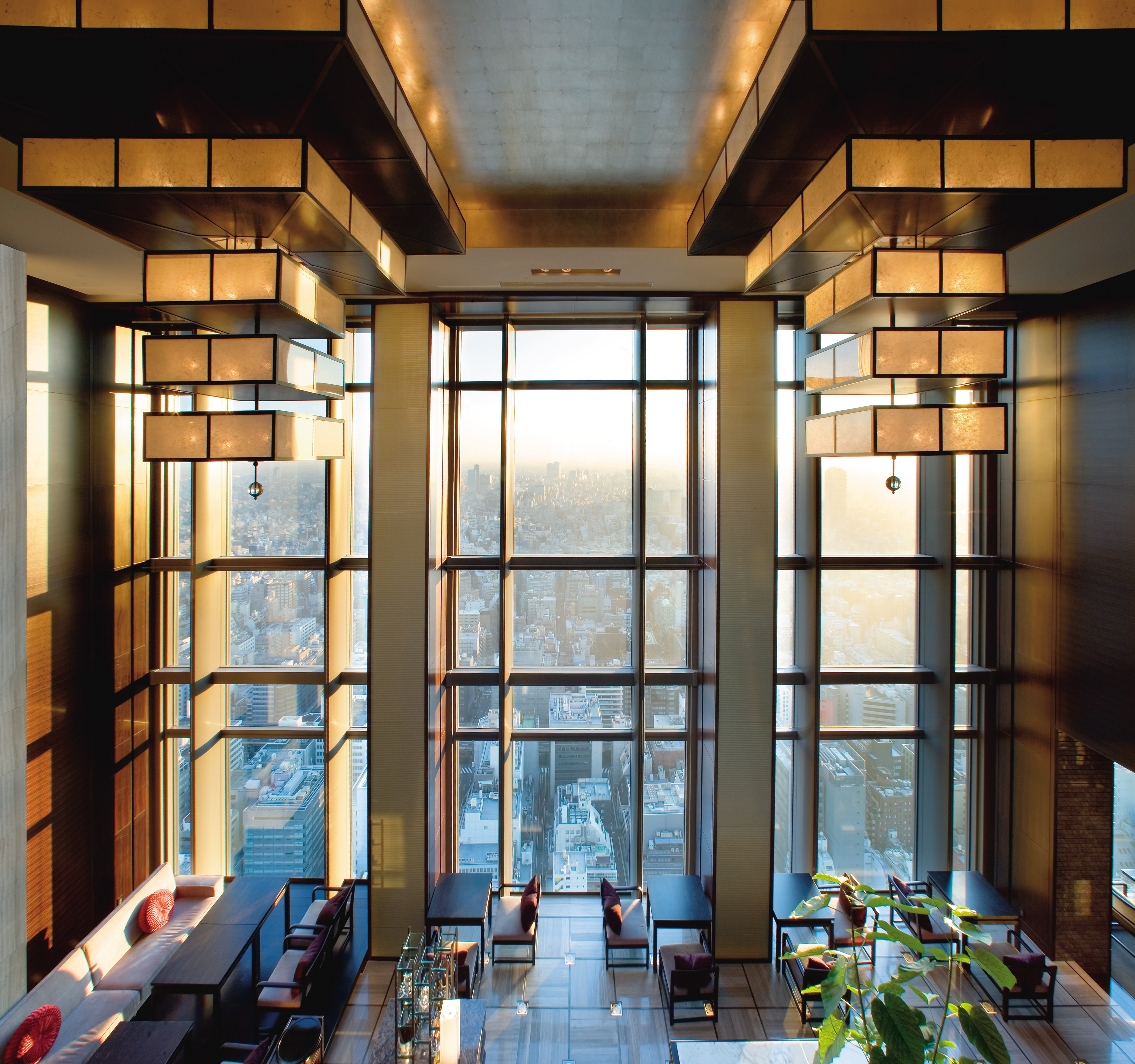
マンダリン オリエンタル 東京

日本橋三井タワー（にほんばしみついタワー）は東京都中央区日本橋室町二丁目に所在する超高層ビル。三井不動産と千疋屋総本店が保有、オフィスや商業施設、ホテルなどからなる。日本橋のランドマークである。
2005年日本建築学会賞（業績）、第17回AACA賞（特別賞）、第48回BCS賞、2006年度グッドデザイン賞（環境・建築デザイン部門）、平成17年照明普及賞（優秀施設賞）、第40回SDA賞（B-1入選）、第11回ステンレス協会賞（優秀賞）を受賞。

## 概要
旧三井財閥（三井グループ）及び三井不動産の本拠地である三井本館街区（1.4ha）を地権者である千疋屋総本店と三井不動産が再開発に取り組み、「歴史的建築物の保存と開発との両立」を目指した都創設の「重要文化財特別型特定街区制度」の初の適用により、500%の容積率割増が認められ、先進的な事務所機能と最高級レベルのホテル機能を両立した超高層複合ビルを建設した。低層部は隣接する三井本館との調和を意識した意匠となっている。
日本橋三井タワーは、隣接する既存の三井本館・2号館と合わせて消防法的には1棟の建物となっており、防災センターはタワーの2階に設置して、全ての棟を一括監視している。

## 施設構成

### 低層部
三井本館とつながる4層吹抜けのアトリウムを設け、本館の列柱を模した高さ24.5mのガラスのアートや白御影石の彫刻を設置。アトリウムは一般に公開され、イベントなども開かれるほか、本館7階に開設した三井記念美術館へのアプローチともなっている。地下1階に飲食店など配し、1・2階には千疋屋総本店のメインストア、カフェ、パーラー、ダイニング、ほかに1階にマンダリンホテルのショップ、2階にオフィスロビーがある。

### 中層部
5階～28階がオフィスフロアとなっている。平面はH型コアによるH型執務空間を採用し、平面形状は奥行き約16m、幅約60m、天井高さ2.8m、OAフロアは高さ150で、両端部はコアとなっており、トイレなどが設けられている。将来対応の階段設置補強、重荷重床対応を行い、構造的な自由度を高めた。また今後のオフィスワーカーの男女比率が変わったときにも、簡単な改修で対応できるように窓に面した開放的なトイレを男女2組用意した。
三井グループまたはそれと関連の深い企業が複数入居する。
東レ（旧：東洋レーヨン）は旧：三井物産の繊維部から分社独立しており、三井化学の主要株主にも名を連ねる三井系企業。三井本館の向かいにあった東レビルの老朽化により、日本橋三井タワーのオープンに合わせて東京本社を移転。本工事には関連企業の東レ建設も参加している。デンカ（旧：電気化学工業）も三井財閥有力者によって設立された三井系企業。

#### オフィスを構える企業
- デンカ本社
- 東レ東京本社（登記上の本店）
- 中外製薬本社（登記上の本店は北区）

### 高層部
30階～38階の大きくセットバックした部分に、日本初進出の高級ホテル「マンダリン・オリエンタル東京」が入る。1階の車寄せはリムジンバスの入庫が可能な広さを用意し、最上階の38階にあるホテルロビーにはシャトルエレベーターで向かう。3階にチャペル・宴会場を配置、三井本館4階に設けた美容室、貸会議室などのホテル関連施設とは連絡通路で繋いだ。

## 沿革
- 1998年
  - 12月25日 - 三井本館、国の重要文化財に指定。
- 1999年
  - 4月 - 東京都、「重要文化財特別型特定街区制度」を創設。本再開発事業に初適用。
  - 5月25日 - 東京都、再開発事業を都市計画案（「東京都市計画日本橋室町二丁目特定街区」）として公表。7月、東京都都市計画地方審議会の議に付す。
- 2001年
  - 6月18日 - マンダリン・オリエンタル・ホテル・グループの誘致決定を発表。
- 2002年
  - 5月7日 - 千疋屋総本店が三井第三別館（現：コレド室町）へ仮移転、営業開始。
  - 5月27日 - 建築確認を受ける。
  - 5月31日 - 旧建築物の解体工事を開始。
  - 10月4日 - 起工式。
- 2004年
  - 9月7日 - 上棟式。
- 2005年
  - 7月29日 - 竣工。
  - 9月1日 - 千疋屋総本店が開店
  - 10月24日 - グランドオープンセレモニーを開催。
  - 12月2日 - マンダリン・オリエンタル東京開業。ビルの全機能が稼動。